# Šviesioji-Gymnasium Kėdainiai

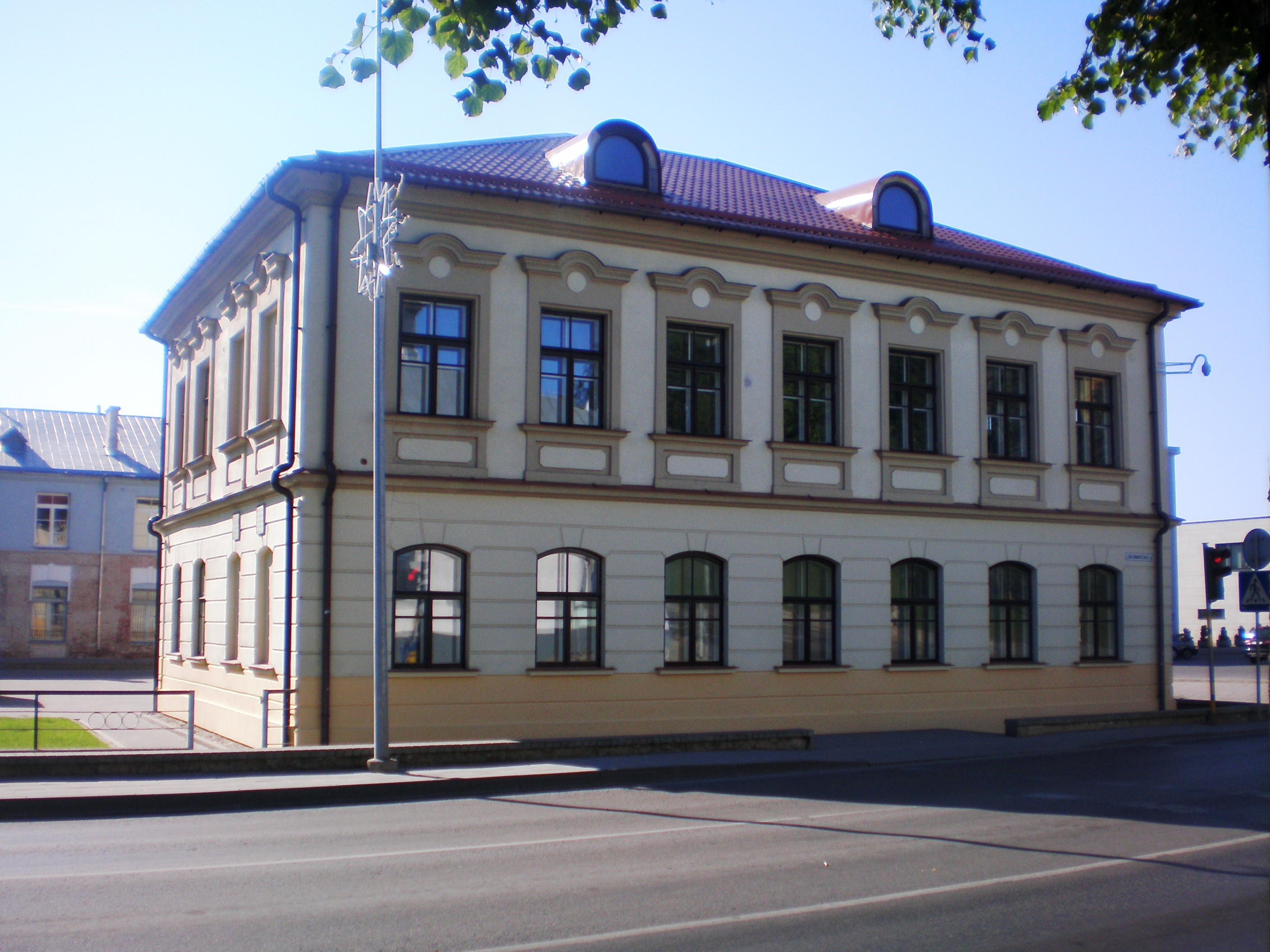
Gymnasium

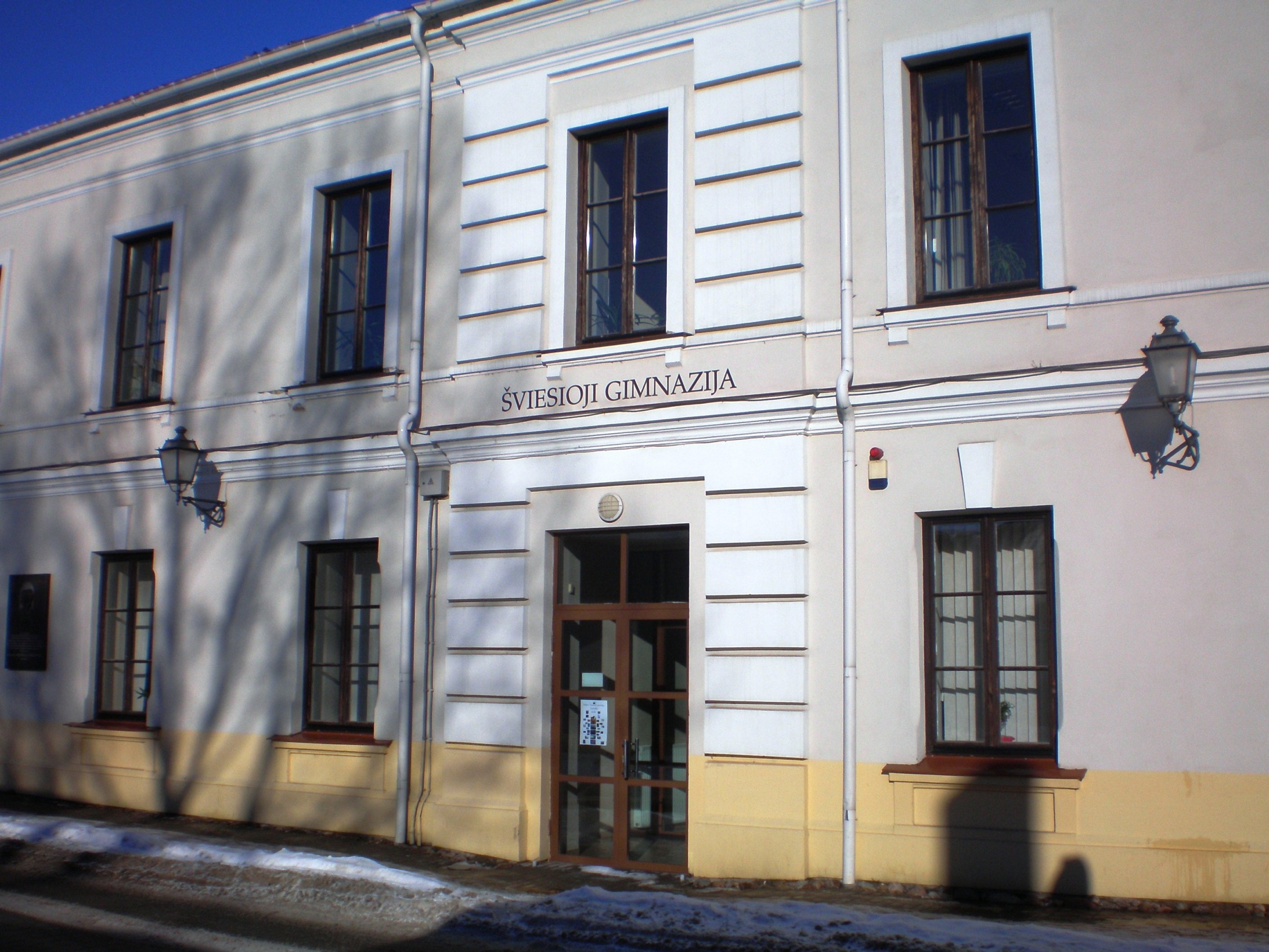
Gymnasium von der Didžioji-Straße aus

Das Helle Gymnasium Kėdainiai (litauisch Kėdainių Šviesioji gimnazija) ist ein Gymnasium mit 503 Schülern und 35 Mitarbeitern in Kėdainiai im Zentrum Litauens.

## Geschichte
1625 wurde das Lyzeum Kėdainiai gegründet. Aufgrund der Initiative und mit Mitteln von Kristupas Radvila bekam es 1649 den Status eines Gymnasiums. Es war dem Synod der Litauischen Reformierten Kirche untergeordnet. In den Kriegszeiten wurde es geschlossen, 1824 von der zaristischen Verwaltung. Einige Zeit existierte hier eine Schule. Von 1858 bis 1864 erlangte sie wieder den Status eines Gymnasiums. 1922 wurde das Gymnasium Kėdainiai wieder errichtet. Ab 1946 hieß es 1. Mittelschule Kėdainiai. 1981 wurde der Schule der Name des Schriftstellers Juozas Paukštelis gegeben. 1997 wurde sie zum Juozas-Paukštelis-Gymnasium. 2002 wurde das Gymnasium mit der Grundschule Kėdainiai vereinigt sowie die Juozas-Paukštelis-Grundschule Kėdainiai und das „Helle“ (lit. Šviesioji) Gymnasium Kėdainiai gegründet.

## Absolventen
- Tomas Bičiūnas (* 1978), Politiker und Seimas-Mitglied

- Ieva Kačinskaitė-Urbonienė (* 1990), Politikerin der populistischen Partei Darbo partija, seit 2020 Mitglied im Seimas

## Direktor
| - 1924–1929: Gasparas Geliava - 1929–1932: Jurgis Elisonas - 1932–1933: Jonas Kartanas | - 1933–1935: Juozas Avižonis - 1935–1940: Antanas Tylenis - ab 2002: Violeta Liutkienė |